# Train in Vain
«Train in Vain (Stand by Me)» es una canción de la banda The Clash lanzada como sencillo para los Estados Unidos en 1980. El tema fue incluido como pista oculta en London Calling a último momento y por decisión de Mick Jones, autor de la letra. Con el tiempo, "Train in Vain" se convirtió en el primer sencillo del grupo en llegar al top 30 en la lista estadounidense.

## Historia
Esta canción fue compuesta en una noche y grabada al día siguiente, justo antes de finalización de las sesiones para London Calling. La idea original era que fuera emitida como flexi disc promocional con la revista NME, sin embargo, Mick Jones la consideró "demasiado buena como para lanzarla en NME".
Existen diferentes versiones respecto al deseo del grupo de que "Train in Vain" fuera agregada como pista oculta. La más usual indica que al estar ya en impresión la funda del disco no era posible agregar el tema al listado. Sin embargo, otra versión sugiere que los miembros de The Clash veían el tema como muy comercial y pop y prefirieron omitirlo. De cualquier manera, al no estar adecuadamente nombrada ni tener la letra impresa en la funda, los fanáticos de la banda la renombraron "Stand by Me" por su estribillo.
El estilo musical de "Train in Vain" suele ser considerado como el punto de quiebre en la relación de Joe Strummer con Mick Jones.

## Título
El significado del nombre de la canción no es claro dado que en ningún momento se menciona la palabra "train" (que en español significa tanto "tren" como "entrenamiento") ni se menciona "in vain" (en español "en vano"). Jones explicó que "el tema tenía un ritmo de -y aquí yace la ambigüedad de la traducción- 'tren/entrenamiento' y expresaba, una vez más, el sentimiento de estar perdido". Otras versiones indican que se inspiró en el título de la canción "Love in Vain" de Robert Johnson versionada por los Rolling Stones.
La canción fue nombrada "Train in Vain" en parte para que no la confundieran con la famosa "Stand By Me" de Ben E. King.